# Филадельфийский соул
Филадельфийский соул, иногда также называемый Фили-соул, Филадельфийский саунд, Филисаунд или TSOP (от The Sound of Philadelphia с англ. — «Звучание Филадельфии») — жанр соул-музыки конца 1960-х-1970-х гг., характеризующийся влиянием фанка и пышными инструментальными аранжировками, часто с широкими струнными и пронзительными медными духовыми инструментами. Этот жанр заложил основу для диско, объединив ритм-секции R&B 1960-х годов с традицией поп-вокала и продемонстрировав несколько более выраженное влияние джаза в своих мелодических структурах и аранжировках. Фред Уэсли, тромбонист группы Джеймса Брауна и Parliament-Funkadelic, описал фирменный глубокий, но оркестрованный звук как «надевание галстука-бабочки на фанк».

## Стиль
Из-за акцента на звучании и аранжировке и относительной анонимности многих игроков стиля, Филадельфийский соул часто считается жанром продюсеров. Банни Сиглер, Кенни Гэмбл и Леон Хафф были приписаны развитию жанра.
Среди авторов и продюсеров песен Филадельфийский соула были Бобби Мартин, Том Белл, Линда Крид, Норман Харрис, Декстер Вансел, а также продюсерские команды МакФаден и Уайтхэд, а также Гэмбл и Хафф из Philadelphia International Records, которые работали с группой студийных музыкантов, чтобы разработать уникальный звук Филадельфии, используемый в качестве поддержки для многих различных певческих актов. Многие из этих музыкантов записывались как инструментальная группа MFSB, у которой в 1974 году был хит с оригинальной филадельфийской соул-песней «TSOP (The Sound of Philadelphia)».
Заметными продолжениями филадельфийского саунда были басист Рональд Бейкер, гитарист Норман Харрис и барабанщик/баритон из The Trammps Эрл Янг (B-H-Y), который также записывался как Trammps и сам будет производить записи. Эти три были базовой ритм-секцией для MFSB и разветвлялись на суб-лейбл Philadelphia International Records под названием Golden Fleece, распространяемый CBS Records (ныне Sony Music). Вскоре после этого Харрис создал лейбл Gold Mind совместно с Salsoul Records. Список Gold Mind включал в себя First Choice, Loleatta Holloway и Love Committee, все из которых будут представлять Бейкера/Харриса/Янга в своих постановках. Их хит 1976 года с двойной экспозицией «Десять процентов» стал первым коммерческим 12-дюймовым синглом.
Philadelphia soul была популярна на протяжении 1970-х годов, и она подготовила почву для студийных построений диско и городской современной музыки, которые появились позже в этом десятилетии. Его стиль оказал сильное влияние на более поздние выступления в Филадельфии, особенно на The Roots, Вивиан Грин, Джилл Скотт и Musiq Soulchild. Альбом Дэвида Боуи 1975 года Young Americans был записан в Филадельфии под влиянием соул-саунда Филадельфии.